# Big Bad Voodoo Daddy
Big Bad Voodoo Daddy — американський свінг-бенд, сформований в північній Каліфорнії в 1989 році.

## Історія
Бенд був сформований у Вентурі, штат Каліфорнія у 1989 році його лідером Скотті Моррісом. Він і Курт Содергрен — початкові учасники, а інші музиканти приєдналися до групи пізніше. Бенд в основному грає свінг 1940-х і 1950-х, який грався у клубах в ранні їх роки.
Після випуску двох альбомів, Big Bad Voodoo Daddy і Watchu' Want for Christmas?  гурт взяв велику перерву після того, як дві їхні пісні «You & Me & the Bottle Makes 3 Tonight» і «Go Daddy-O» були використані в культовій комедії Тусовщики (Swingers) 1996 року.
Тоді вони змінили звукозаписну компанію. З нею бенд випустив три платівки Americana Deluxe, This Beautiful Life і Save My Soul. Група продовжувала тури, представляючи свої альбоми.
В наступні кілька років Big Bad Voodoo Daddy грали на багатьох американських телевізійних шоу, включаючи San Francisco Symphony у липні 2008-го.
Також вони розробляли саундтрек до фільму Велика подорож (The Wild)
29 травня 2009 року Big Bad Voodoo Daddy брали участь в Modern Swing Concert (Концерт сучасного свінгу) в Gainey Vineyard. Всі виручені кошти надійшли на рахунок дитячої лікарні Шрінерс (Shriners).

## Учасники групи
- Скотті Морріс (вокал і гітара)
- Курт Содергрен (ударні)
- Дірк Шумакер (контрабас і вокал)
- Енді Роулі (баритон-саксофон і вокал)
- Глен «The Kid» Мархевка (труба)
- Карл Гантер (саксофон і кларнет)
- Джошуа Леві (фортепіано)
- Тоні Бонсерв (труба)
- Алекс «Crazy Legs» Гендерсон (тромбон)

## Дискографія
- Big Bad Voodoo Daddy (Big Bad Records, 1994)
- Watchu' Want for Christmas?  (Big Bad Records 1997)
- Americana Deluxe (Interscope Records 1998)
- You & Me & the Bottle Makes 3 Tonight (Baby) CD Single (Interscope Records 1999)
- This Beautiful Life (Interscope Records 1999)
- Save My Soul (Vanguard Records 2003)
- BBVD Live (2004)
- Everything You Want for Christmas (2004)
- How Big Can You Get?  (21 квітня 2009)
- Rattle Them Bones (2012)
- It Feels Like Christmas Time (2013)
- Louie, Louie, Louie (2017)